# Суц (Долина Аосте)
Суц је насеље у Италији у округу Долина Аосте, региону Долина Аосте.
Према процени из 2011. у насељу је живело 4 становника. Насеље се налази на надморској висини од 968 м.